# 독일의 내각제
독일의 내각제 채택은  바이마르 공화국의 붕괴와 뒤이은 히틀러 체제의 등장에 대한 반성에서 비롯되었다. 즉, 오늘날 독일의 통치형태는 정치적 혼란을 피하고 극단주의 정당과 독재자의 출현을 막으면서 정치적 안정을 꾀하기 위한 방안으로 고안되었다. 연방제, 권력분립의 강조, 대통령의 권한 축소, 총리의 지위의 강화 등은 모두 과거 히틀러 시대의 문제점을 방지하기 위한 방안이었고, 선거법에서 5%의 진입장벽을 정한 것도 마찬가지로 소수의 지지에 의한 극단주의 정당의 출현을 막기 위한 것이었다. 이러한 제도 하에서 독일의 실질적인 행정권은 행정수반인 연방총리와 연방장관 등 연방정부가 갖고, 상징적 국가원수인 연방대통령은 형식적이고 의전적인 역할을 한다. 또한 독일 내각제에서 주목할 만한 특징은 건설적 불신임 제도이다.

## 독일 의원내각제의 특징
독일은 기본법 제정 당시 연방총리의 지위를 강화하였다. 대통령은 의례적인 권한을 가졌고, 조각권도 형식적으로만 행사하였으며, 실질적인 권한은 연방총리가 행사하였다. 연방총리는 정책의 방향을 결정하며, 의회는 건설적 불신임 투표에 의하지 아니하고는 불신임결의를 할 수 없도록 하였다. 이 건설적 불신임 투표는 차기 총리를 과반수찬성으로 선임하지 아니하고는 총리를 불신임할 수 없게 하는 것으로서 정국의 안정에 기여하였다.
이러한 정부형태를 뢰벤슈타인은 의원내각제의 한 종류로 평가하여 통제된 의원내각제라고 하였다. 중요한 것은 과거의 의원내각제가 의회와 정부의 대등관계를 원칙으로 하고 있음에도, 독일에서는 약한 의회, 강한 정부의 유형을 채택하여 의회의 정부에 대한 불신임권과 정부의 의회해산권을 극단적으로 제한하여 정국의 안정을 기하였다는 것이다.
이 건설적 불신임 투표 제도 때문에 진정한 불신임결의는 한 번밖에 행하여지지 않았고, 정부가 비협조적인 연방의회를 해산하기 위하여 스스로 신임을 물어 자기들 장관이 출석하지 않음으로써 신임안을 부결시킨 적이 두 번 있었을 뿐이었다. 이와 같이 국회의 다수에 의하여 선출된 총리는 강력한 권한을 가지고 있었기 때문에 총리정부제, 총리민주주의(독일어: Kanzlerdemokratie)라고도 한다.

## 연방의회

### 연방의회의 구성

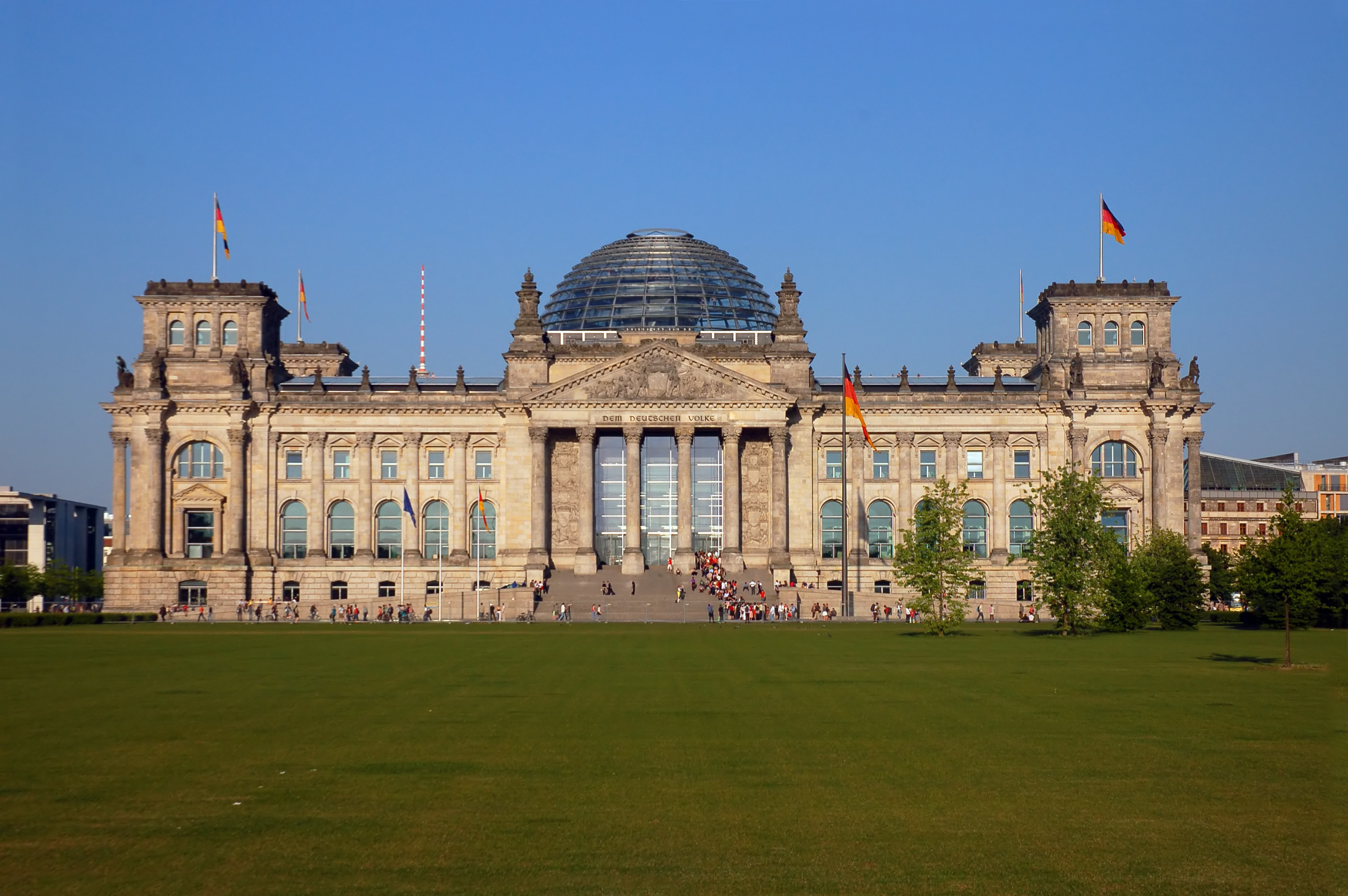
독일 연방의회 의사당(Reichtag), 베를린

연방의회(Bundestag)를 구성하는 의원입후보자는 반드시 정당(Partei)의 소속을 전제로 하여야 한다. 연방의회의원은 총원 656명으로 이 중 328명은 전국의 328개의 지역 선거구에서 실시하는 상대다수대표선거에 의해 선출된다. 그리고 나머지 328명의 연방의회의원은 정당을 중심으로 한, 각 정당이 주 단위로 작성한 전국구후보자 명단에 따라 선출된다.

### 연방의회의 지위와 권한
연방의회는 첫째, 선거를 통해 선출됨으로써 국민의 대표기관의 지위를 갖는다. 둘째, 의원내각제 하에서 입법권과 함께 정부의 구성권 및 통제권 등을 가져 국정운영중심기관으로서 지위를 갖는다. 셋째, 연방의회의 정부불신임권, 입법적 통제, 국정조사권, 출석요구권, 질문권 등을 지님으로써 국정통제기관으로서의 지위를 갖는다.
이와 관련하여 연방의회의 구체적인 권한으로는 입법권, 국가기관 창설권, 연방헌법재판소 구성권 등이 있다. 입법권의 실행은 연방의회의 본질적인 의무이자 권리라고 할 수 있으며, 연방의회는 연방정부나 연방참사원이 법률안제출권만 가지고 있는 것과는 달리 법률안의 제출권과 의결권을 모두 갖고 있다. 연방의회의 국가기관 창설권은 연방대통령 선출권, 연방총리 선출권, 연방헌법재판소(독일어: Bundesverfassunggericht) 구성권으로 이루어진다. 특히 연방총리와 관련하여, 연방대통령의 추천으로 또는 피추천자가 과반수를 획득하지 못하였을 경우에는 연방의회가 과반수로서 선출할 수 있다. 연방헌법재판소 구성권과 관련하여서는 연방의회는 연방참사원과 함께 연방헌법재판소의 구성원을 반수씩 선출하는 권한을 가진다.

### 연방의원의 의무와 권리
기본법 상 연방의원은 최선의 지식과 양심으로 그리고 전력을 다해 의원으로서의 직무를 국민전체의 이익과 복지를 위해 행사해야 할 의무를 지닌다. 또한 독일연방의회의사규칙에는 출석의무나 규칙 등을 준수하여 행동할 개별적 의무들을 규정하고 있다. 이외에도 기본법에 명시적으로 규정되어 있지는 않으나 당연히 인정되는 의무로서 청렴의 의무, 이권불개입의 의무 등을 지닌다. 한편 연방의원은 독일 기본법 제46조 제2항, 제3항을 통해 불체포특권(독일어: Immunitat)을 인정받는다, 동시에 기본법 제46조 제1항을 통해 면책특권(독일어: Indemnitat)을 인정받는다.

## 연방참사원(독일어:Bundesrat)

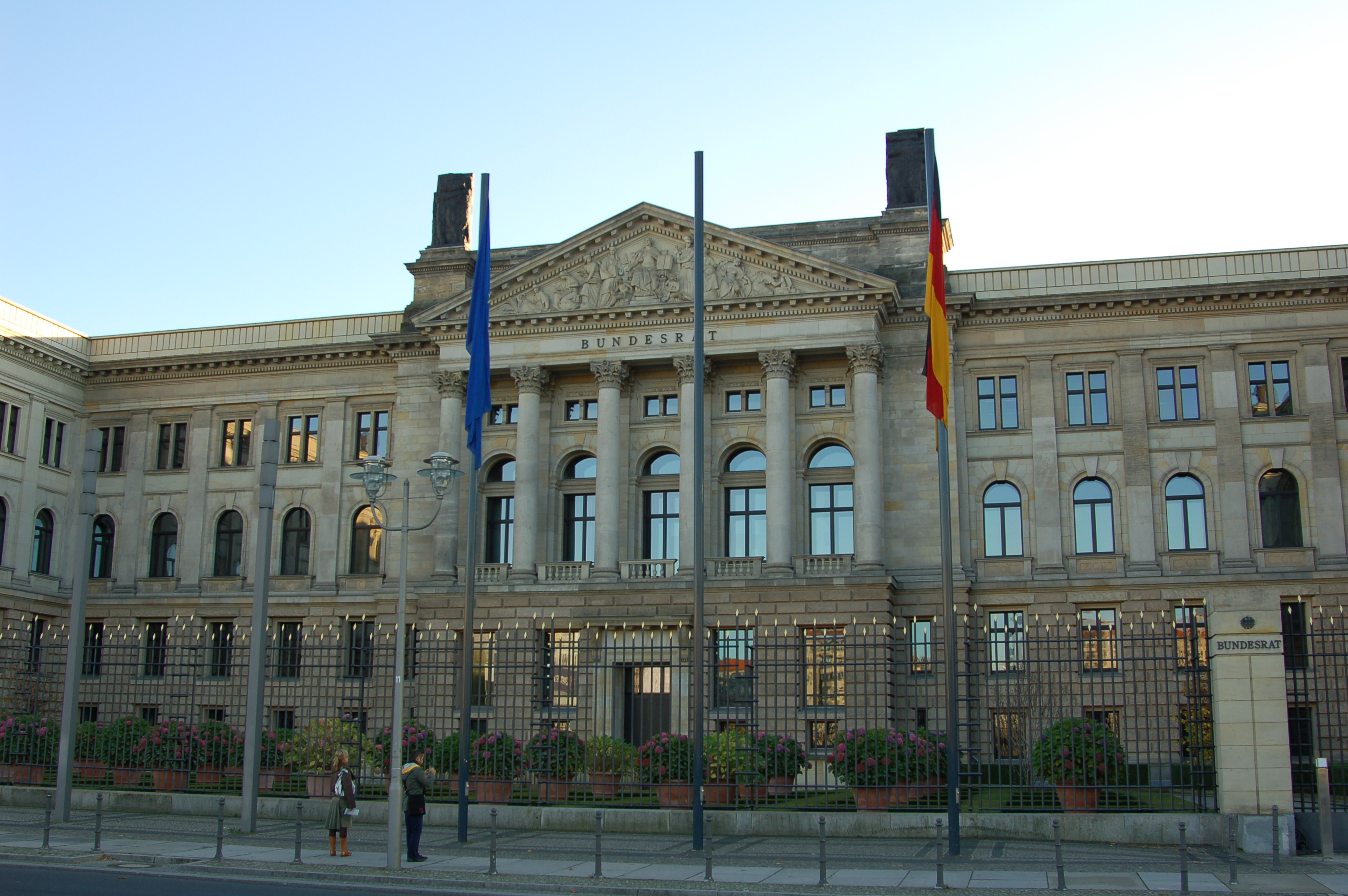
연방참사원(Bundesrat), Berlin

연방참사원은 연방에 대한 주의 영향력이 주된 매개체로서 연방국가적 질서가 현재 그 실효성을 확보하게 되는 본질적 역할을 담당하고 있다. 연방참사원에서 각 주는 그들이 파견한 대표자 수에 따른 투표권을 가지는데, 각 대표자는 자신의 임의대로 표를 행사하는 것이 아니라 자신을 파견한 주정부의 명령에 의해서 이를 행사하는 명령위임관계에 속해 있다. 그리고 연방참사원은 입법과 행정, 나아가 통치기능에도 관여할 수 있는 특수한 지위를 가져 상이한 기능과 권력이 결부되어 있다고 볼 수 있다.

### 연방참사원의 구성
연방참사원의 구성은 일반국민의 투표에 근거한 연방의원으로 구성된 연방의회와는 형성의 본질에서부터 다르다. 독일연방공화국을 구성하고 있는 16개 주의 정부각료 또는 그들이 파견한 행정공무원 즉, 지방정부에 의해서 임명 및 해임되는 지방정부의 구성원으로 이루어진다. 따라서 독일연방의회는 전통적인 의미의 양원제(독일어: Zweikammersystem)와는 다르고, 연방참사원은 상원과는 다른 개념이다. 연방참사원 구성에 있어서 독일연방공화국의 각 주는 인구 비례에 의해 최소 3명에서 최대 7명까지의 주 대표를 연방 참사원에 파견할 수 있으며 각 지방이 파견할 수 있는 구성원의 수는 그 지방이 가지는 표수에 따른다.

### 연방참사원의 지위와 권한
연방참사원은 독자의 개별예산을 가지며 자기의 사무를 스스로 규율하는 독립된 최고 연방기관으로서의 지위를 지닌다. 또한 그 구성에 있어서 각 주로부터 파견된 대표자들로 구성됨에 따라 주 대표기관으로서의 지위를 지닌다. 뿐만 아니라 지방이 연방에 영향력을 행사함에 있어 중요한 매개체로서의 역할을 하며, 지방의 실질적인 참여를 통해 연방정부와 연방의회를 견제하는 견제자로서의 지위를 지니고 있다. 연방참사원은 연방법률에 의해 규정된 협력권(독일어: Mitwirkungsrechte), 연방정부의 법률안에 대한 의견을 제출하는 등 연방입법에의 참여권, 연방집행에 있어서 특정 법규명령에 동의권을 갖는 연방집행에의 참여권 등을 갖는다. 또한 연방대통령에 대한 탄핵소추권과 함께 연방헌법재판소 구성원의 1/2을 조직할 수 있는 권한을 가진다.

## 연방정부
독일의 연방정부(독일어: Bundesregierung)는 연방총리와 연방장관으로만 구성되는 내각(독일어: Kabinett)과 비슷한 의미를 갖는다. 대신 행정부 및 산하 행정기관은 모두 행정기관으로 표현된다. 정부의 개념과 행정기관의 개념이 비교적 엄격히 구별되는 것이다. 기본법 제65조에 의하면 연방정부는 연방총리가 국정운영의 이념과 정책의 기본노선을 제시하고 이에 대한 책임을 지는 총리원칙(독일어: Kanzlerprinzip), 연방의 모든 법안이나 주요 정책은 내각회의의 심의와 결정을 거쳐야 된다는 내각 원칙(독일어: Kabinettsprinzip), 연방총리의 국정 운영 기본 노선과 내각 결정의 테두리 안에서 각 부처 장관들이 자신의 관할권을 재량껏 발휘하고 이에 대해 책임을 지는 부처원칙(독일어: Ressortprinzip)에 따라 정책을 결정한다.

### 연방정부의 구성과 임기
연방정부는 연방총리(독일어: Bundeskanzler)와 연방장관(독일어: Bundesminster)으로 구성된다. 먼저 연방총리는 통치구조 내에서 사실상의 권한을 가짐과 동시에 정책결정과 집행에 있어서의 주도권을 가진 중심적 통치기관으로서, 연방대통령의 추천으로 연방의회에서 토의 없이 선출하거나 연방대통령이 추천한 후보가 연방의회에서 재적위원 과반수의 찬성으로 선출되지 못할 경우 대통령의 연방총리 추천권이 사라지고 연방의회가 14일 내에 선출할 수 있다. 이것이 이루어지지 않으면 즉시 새로운 투표가 이루어지며 최다득표자가 연방총리로 선출된다. 연방장관은 연방정부의 구성에 있어 양대 축의 하나로 볼 수 있으며 연방총리의 일반방침에 따라 독자적으로 자기 책임으로 소관 사무를 처리하는 지위를 가진다. 이러한 연방장관은 연방총리의 제청으로 연방대통령이 임명한다.
연방정부의 임기와 관련하여서는 별도의 규정을 두고 있지 않으나 기본법 제69조 제2항에서 “연방총리나 연방장관의 임기는 언제나 새로운 연방의회의 집회와 동시에 종료하며, 연방장관의 임기는 연방총리의 임기가 다른 사유로 종료되는 경우에 함께 종료된다”고 규정하여 사실상의 임기를 규정하고 있다. 또한 불신임결의(독일어: Mibtrauensbeschuluss)에 의하여 임기가 종료될 수도 있는데 이에 대해서는 기본법 제67조 제1항에서 “연방의회는 제적의원의 과반수로 후임자를 선출하고 연방대통령에게 연방총리의 해임을 요청하는 방법으로 연방총리에 대한 불신임을 표할 수 있다. 연방대통령은 이 요청에 따라야하고 당선자를 임명하여야 한다”라고 규정되어 있다. 그리고 연방정부 전체 내지 연방총리 및 각각 연방장관은 임의적으로 사퇴할 수 있다.
| 총리                                                    | 재임기간  | 집권당         |
| ------------------------------------------------------- | --------- | -------------- |
| 콘라드 아데나워(독일어: Konrad Adenauer)                | 1949-1963 | 기민당         |
| 루트비히 에르하르트(독일어: (Ludwig Wilhelm Erhard)     | 1963-1966 | 기민당         |
| 쿠르트 게오르크 키징거(독일어: Kurt Georg Kiesinger)    | 1966-1969 | 기민당(대연정) |
| 빌리 브란트(독일어: Willy Brandt)                       | 1969-1974 | 사민당         |
| 헬무트 슈미트(독일어: Helmut Heinrich Waldemar Schmidt) | 1974-1982 | 사민당         |
| 헬무트 콜(독일어: Helmut Josef Michael Kohl)            | 1982-1998 | 기민당         |
| 게르하르트 슈뢰더(독일어: Gerhard Fritz Kurt Schröder)  | 1998-2005 | 사민당         |
| 앙겔라 메르켈(독일어: Angela Dorothea Merkel)           | 2005-현재 | 기민당         |

[ 표 : 독일의 역대 총리 ]

### 연방정부의 지위와 권한
의원내각제의 이원성의 원칙에 따라 실질적인 행정권은 연방총리와 연방장관으로 구성되는 연방정부가 갖는다. 연방정부는 연방의회에 종속되지 않는 최고의 연방기관으로서 연방의회와 별개의 대등한 지위를 유지하고 있다고 할 수 있고, 직무규칙의 제정권을 가진다. 또한 연방총리와 연방장관은 다른 유급공직, 영업 및 직업에 종사할 수 없으며 기업의 이사회 또는 연방의회의 동의 없이는 영리를 목적으로 하는 기업의 감사가 될 수 없다. 뿐만 아니라 독일 연방의 중요한 대내외적 정책결정과 정책집행의 중심기관으로서의 지위를 가지며 이를 위해 기본법은 연방총리와 연방장관에게 업무의 분담에 관해 규정하고 있다.
연방정부는 법규명령, 일반행정명령권 및 규칙제정권을 가지며 법률동의권을 가진다. 또한 연방의회, 연방참사원 및 그 위원회의 참석권과 지방행정에 대한 지시감독권을 가진다.특히 연방총리는 조각권과 함께 시정방침의 결정권, 신임투표요청권을 가진다. 연방장관은 소관업무에 있어 자기의 책임으로 자주적으로 관리·운영할 수 있는 권한을 가진다.

## 연방대통령

### 연방대통령의 선출과 임기

독일연방공화국의 대통령기(Standarte des Bundespräsidenten der Bundesrepublik Deutschland)

연방대통령(독일어: Bundespräsident)은 연방회의(독일어: Bundesversammlung)를 통해 선출되며 656명의 의원 전원과 각 주의회에서 비례선거원칙에 따라 선출된 동수의 주대표자, 총 1,312명으로 구성되며, 피선거권을 갖기 위해서는 연방의회의원의 선거권을 가진 만 40세 이상의 독일국민이어야 한다. 당선되기 위해서는 연방회의 구성원 과반수의 득표가 필요하다. 2회의 투표에서도 과반수를 획득하지 못할 경우 제3회 투표에서 상대다수로서 최다수의 표를 획득한 자가 선출된다.
연방대통령의 임기는 5년이며 1차에 한해 연임이 인정된다. 연방헌법재판소에 의한 탄핵도 가능하며 연방 대통령이 유고 또는 임기 만료 전에 궐위된 경우에는 연방참사원 의장이 권한을 대행하게 된다.

### 연방대통령의 지위와 권한
연방대통령은 국가의 상징적인 존재이고, 최고의 국가기관이라는 지위를 지닌다. 연방대통령은 그 중립성이 보장되어야 하며 면책특권을 가진다.
연방대통령은 국제법상 연방을 대표하여 외국과의 조약을 체결하고 외교사절을 신임하고 접수한다. 또한 법률에 다른 규정이 없는 한 연방 판사, 연방공무원, 장교 및 하사관을 임면한다. 그리고 지극히 제한적인 요건 하에서 연방의회 해산권(독일어: Auflosungsrecht)을 가지며 독일 기본법 제63조, 제64조 제1항에 따라 연방총리의 추천 및 임명권과 연방장관에 대한 임면권을 가지나 현실적으로는 선거에 의해 결정된 정당분포에 의존하는 것이 관례로 되어 있다. 이외에도 법률안서명공포권, 연방의회소집요구권, 법률안 심사권, 기관쟁의 제소권 등을 가진다.

## 건설적 불신임 제도
독일 연방공화국 기본법 제67조에 포함되어 있는 건설적 불신임 제도(독일어: Konstruktives Mißtrauensvotum)는 하원이 과반수의 찬성으로 후임 총리를 선출하는 경우에만 현재의 총리를 해임할 수 있도록 하원의 권한을 제한하는 제도이다. 건설적 불신임 투표는 총리에 대한 불신임 투표가 후임 총리의 지명과 함께 시작되는 것을 요구한다. 만약 이러한 요구가 과반수 찬성으로 받아들여진다면, 총리는 지명된 후임을 위해 사임을 해야 한다. 이러한 건설적 불신임 제도는 내각의 단순 부정적 사퇴의 방지와 이를 통한 내각의 지위 강화 및 정국안정이 주된 목적이라고 할 수 있다.

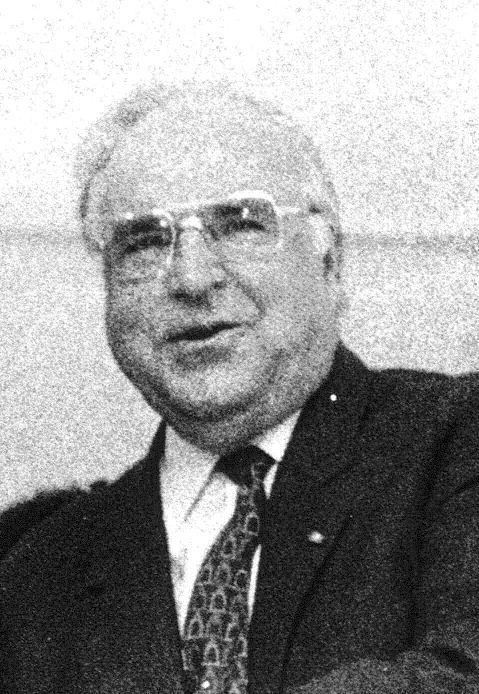
건설적 불신임 제도를 통해 총리의 자리에 오른 헬무트 콜(Helmut Josef Michael Kohl) 전 총리

지금까지 독일에서는 두 차례의 불신임 투표가 시도되었는데 그 가운데 한 차례만 성공되었다. 1972년 4월 27일 당시 사민당 총리였던 빌리 브란트(독일어: Willy Brandt)를 불신임하고 기민당 당수였던 라이너 바르젤(독일어: Rainer Barzel)을 후임으로 앉히려는 시도는 두 표 차이로 부결되었다. 또 다른 경우는 헬무트 슈미트(독일어: Helmut Heinrich Waldemar Schmidt) 총리에 대한 불신임 투표 건으로 이는 성공적으로 통과되었다. 그것은 사민당과 연정을 이끌어 온 자민당이 사민당의 경제정책에 불만을 갖고 돌아서 기민당과 힘을 합쳤고, 사민당 내부에서도 NATO의 핵미사일을 독일에 배치하는 문제로 내분이 심각했기 때문이었다. 기민당과 자민당은 기민당의 헬무트 콜(독일어: Helmut Josef Michael Kohl)을 다음 총리로 앉히기로 합의하고 불신임 투표안을 제출했는데, 기민당의 불신임 투표는 단지 7표의 차이로 통과되었다. 이후 콜이 이끄는 기민-자민 연립정부는 이후 1998년까지 16년 동안 집권하면서 독일 통일을 이끌어내게 된다.
한편 건설적 불신임 투표가 야당의 주도로 이루어지는 것이라면, 총리가 주도적으로 정치적 위기 상황을 돌파하기 위해 자신에 대한 신임을 의회에 묻는 경우도 있다.
독일 기본법 제68조의 신임투표(독일어: Vertrauensfrage)가 그것이다. 이 때 신임투표가 부결되는 경우총리는 몇 가지 다른 선택을 할 수 있다. 의회의 신임을 얻지 못했음에도 하원에서 후임 총리를 선출하지 못하면 총리는 신임 부결에도 불구하고 총리직을 유지할 수 있으며, 의회 해산과 조기 총선이 유리하다고 판단되면 의회를 해산하고 새로이 총선을 실시할 수 있다.

## 같이 보기
- 독일의 연방제
- 독일의 정당 목록
- 바이마르 공화국
- 탈나치화

## 참고 문헌
- 강주훈, 《의원내각제의 비교 헌법적 연구》, 대구 : 홍익출판사, 2010
- 강원택, 《대통령제, 내각제와 이원정부제》, 고양 : 인간사랑, 2006
- 양현모, 《독일정부론》, 서울 : 대영문화사, 2006
- 김계동, 《현대유럽정치론》, 서울 : 서울대학교출판문화원, 2007
- 유럽정치연구회, 《유럽정치》, 서울 : 백산서당, 2004